# Raúl Castro Peñaloza
Raúl Castro Peñaloza (La Paz, 19 agosto 1989) è un calciatore boliviano, centrocampista dell'Universitario Vinto.

## Carriera

### Nazionale
Viene convocato per la Copa América Centenario negli Stati Uniti.